# 1831
Évszázadok: 18. század – 19. század – 20. század
Évtizedek: 1780-as évek – 1790-es évek – 1800-as évek – 1810-es évek – 1820-as évek – 1830-as évek – 1840-es évek – 1850-es évek – 1860-as évek – 1870-es évek – 1880-as évek
Évek: 1826 – 1827 – 1828 – 1829 –  1830 – 1831 – 1832 – 1833 – 1834 – 1835 – 1836

## Események

### Határozott dátumú események
- február 1. – A Széchenyi István közreműködésével alakult Első Duna-gőzhajózási Társaság megindítja a rendszeres hajóközlekedést a Dunán Bécs és Pest között. (A gőzhajózás érdekében megkezdték az első-Duna szabályozását.)[1]
- február 2. – Pápává választják Bartalomeo Capellari bíborost, a Hitterjesztési Kongregáció (Congregatio de Propaganda Fide) elnökét, aki a XVI. Gergely nevet veszi fel.[2]
- február 4. – A Pápai Államban felkelés tör ki XVI. Gergely pápa ellen, melyet osztrák segítséggel tör le.[2]
- február 14. – Vincente Guerrero mexikói köztársasági elnök kivégzése.
- március 10. – I. Lajos Fülöp francia király rendeletet ad ki, amellyel létrehozta a Idegenlégiót (Légion Étrangère).
- április 7. – Ellenzéke lemondásra kényszeríti I. Péter brazil császárt fia, II. Péter javára, aki ekkor 5 éves volt.[3]
- április 23. – Gesche Gottfried kivégzése Brémában.
- május 26. – Az osztrolenkai csatában(wd) a lengyel felkelő csapatok döntő vereséget szenvednek az orosz birodalmi seregektől.[4]
- július 17. – Budán és Pesten a kolerafelkelés nyitányaként zavargások robbannak ki.
- július 21. – Belgium első királya, Lipót Szász–Coburg–Gothai herceg 1831-ben letette alkotmányos esküjét.
- augusztus 21. – Nat Turner vezette rabszolgalázadás az USA Virginia államában található Southamptonban.
- november 21. – „Canut”-k (szövőgyári munkások) felkelése Lyonban a szövőgép ellen.

### Határozatlan dátumú események
- július-augusztus – kolerafelkelés Magyarország északkeleti megyéiben.[5]
- az év folyamán –
  - Kiássák az egri főszékesegyház alapjait. (A bazilikát 1837 májusában szentelték fel.)[6]
  - Az Akadémia elődje, a Magyar Tudós Társaság elhatározza egy átfogó magyar nagyszótár létrehozását, amelyből végül a 2006-tól 2031-ig (a 200 éves évfordulóra) kiadandó A magyar nyelv nagyszótára jön létre.[7]
  - A cári hatóságok a novemberi felkelésre válaszul bezáratják a Tadeusz Czacki és Hugo Kołłątaj alapította Kremenyeci Líceumot, majd az eszközöket és a tanárokat hamarosan Kijevbe telepítik.
- Az elbukott novemberi felkelés résztvevői a nagy emigráció keretében elmenekülnek Lengyelországból, s az elitből képződött első csoportjaik megérkeznek Párizsba.[8]

## Az év témái

### 1831 a tudományban
- augusztus 27–29. – Michael Faraday felfedezi az elektromágneses indukciót.[9]

## Születések
- január 25. (kb.) – Pintér István felsőszölnöki szlovén bíró, költő († 1875)
- március 6. – Philip Sheridan, az amerikai polgárháború uniós, északi erőinek tábornoka († 1888)
- június 13. – James Clerk Maxwell skót fizikus († 1879)
- június 18.
  - Peter Nicolai Arbo(wd) norvég festő († 1892)
  - Joachim József, világhírű magyar hegedűművész († 1907)
- szeptember 9. – Izsó Miklós szobrász († 1875)
- október 12. – Knauz Nándor történész, katolikus pap, az MTA tagja († 1898)
- november 3. – Ignatius Donnelly (Donelly) amerikai politikus, író, Atlantisz-kutató († 1901)
- november 10. – Károlyi Sándor, politikus, kórházalapító, az MTA tagja († 1906)
- november 11. – John George Brown(wd) angol-amerikai festő († 1913)
- november 19. – James A. Garfield, az Amerikai Egyesült Államok 20. elnöke, hivatalban 1881-ben († 1881)
- december 25. – Pereszlényi János győri református lelkész, újságíró, lapszerkesztő († 1894)

## Halálozások
- január 2.
  - Giuseppe Longhi, itáliai rézmetsző (* 1766)
  - Barthold Georg Niebuhr, német történész, közgazdász, diplomata (* 1776)
- február 14. – Vincente Guerrero, mexikói köztársasági elnök (* 1782)
- március 18. – Viczay Mihály, kamarás, régiség- és könyvgyűjtő, numizmata (* 1756)
- május 17. – Köteles Sámuel, erdélyi filozófus, az MTA tagja, a magyar filozófiai szaknyelv egyik megteremtője (* 1770)
- június 11. – Batthyány Nepomuk János, Torontál vármegye főispánja (* 1747)
- július 4. – James Monroe, az Amerikai Egyesült Államok ötödik elnöke (* 1758)
- augusztus 21. – Adelbert von Chamisso, francia származású német író és természettudós (* 1781)
- augusztus 23. – Kazinczy Ferenc, a magyar nyelvújítás vezéralakja (* 1759)
- augusztus 26. – Tittel Pál, csillagász, az MTA tagja (* 1784)
- szeptember 13. – Rudnay Sándor, magyar bíboros, hercegprímás, esztergomi érsek (* 1760)
- november 7. – Bolla Márton, magyar piarista pap (* 1751)
- november 9. – Bossányi András, magyar bölcsész, akadémiai tanár (* ismeretlen)
- november 11. – Nat Turner, lelkész, a virginiai rabszolgalázadás vezetője, felakasztották (* 1800)
- november 11. – Gyulay Ignác, magyar gróf, császári-királyi tábornagy, a napóleoni háborúk hadvezére, 1806–1831-ig horvát–szlavón bán, 1830–31-ig a bécsi Udvari Haditanács elnöke (* 1763)
- november 14. – Georg Wilhelm Friedrich Hegel, német filozófus (* 1770)
- november 14. – Ignaz Pleyel, osztrák születésű francia zongoraművész és zongorakészítő (* 1757)
- november 16. – Carl von Clausewitz, porosz katona, hadtörténész, katonai teoretikus (* 1780)